# Maruim (Sergipe)
Maruim is een gemeente in de Braziliaanse deelstaat Sergipe. De gemeente telt 15.582 inwoners (schatting 2009).

## Aangrenzende gemeenten
De gemeente grenst aan Rosário do Catete, Santo Amaro das Brotas en Laranjeiras.

## Verkeer en vervoer
De plaats ligt aan de noord-zuidlopende weg BR-101 tussen Touros en São José do Norte. Daarnaast ligt ze aan de wegen SE-240 en SE-431.